# Soldat auf Zeit
Ein Soldat auf Zeit (abgekürzt SaZ, umgangssprachlich Zeitsoldat) ist ein Soldat, der sich freiwillig verpflichtet, für begrenzte Zeit Wehrdienst zu leisten.

## Bundeswehr
In das Dienstverhältnis eines SaZ in der Bundeswehr kann berufen werden, wer sich freiwillig verpflichtet, für begrenzte Zeit Wehrdienst zu leisten (§ 1 Abs. 2 Satz 2 SG). Die Verpflichtungszeit beträgt maximal 25 Jahre, darf jedoch nicht über das 62. Lebensjahr hinaus gehen (§ 40 Abs. 1 Satz 1 SG). Die Verpflichtungszeit als SaZ beträgt mindestens zwei Jahre. Darunter ist ein Freiwilliger Wehrdienst als besonderes staatsbürgerschaftliches Engagement von 7 bis 23 Monaten Dauer möglich (§ 58b Abs. 1 SG). In der Bundeswehr dienen 113.053 Soldaten auf Zeit (Januar 2025), davon 17.369 Frauen.
SaZ können alle drei Laufbahngruppen (Mannschaften, Unteroffiziere und Offiziere) einschlagen. Als Unteroffizieranwärter, Feldwebelanwärter und Offizieranwärter eingestellte SaZ durchlaufen eine allgemein-militärische, laufbahn- und fachrichtungsspezifische Ausbildung.
Ein Bewerber, der die für einen höheren Dienstgrad erforderliche militärische Eignung durch Lebens- und Berufserfahrung außerhalb der Bundeswehr erworben hat, kann auf Grund freiwilliger Verpflichtung zu einer Eignungsübung berufen werden (§ 87 Abs. 1 Satz 1 SG). Nach der Eignungsübung kann der Bewerber zum SaZ ernannt werden (§ 87 Abs. 2 SG).
Während ihrer Dienstzeit können SaZ der Laufbahnen der Unteroffiziere, der Feldwebel und der Laufbahngruppe der Offiziere einen Antrag auf Übernahme in das Dienstverhältnis eines Berufssoldaten stellen. Sie können auch von ihren militärischen Vorgesetzten dafür vorgeschlagen werden. Übersteigt die Zahl der Antragsteller oder Vorgeschlagenen den jährlich festgesetzten Bedarf der Streitkräfte, entscheidet bei der Auswahl in erster Linie die dienstliche Beurteilung des Soldaten. Vergleichsgruppe sind grundsätzlich die SaZ der gleichen Laufbahn, der gleichen Ausbildung und Verwendung (z. B. Offiziere des Truppendienstes der Artillerietruppe). Das Auswahlverfahren findet jährlich statt und grundsätzlich können sich die SaZ, die die Voraussetzungen erfüllen, jedes Jahr aufs Neue bewerben oder vorgeschlagen werden.
Das Dienstverhältnis eines Soldaten auf Zeit endet grundsätzlich mit dem Ablauf der Zeit, für die er in das Dienstverhältnis berufen ist  (Dienstzeitende; § 54 Abs. 1 Satz 1 SG).
Meist wechseln SaZ nach dem Ende der Verpflichtungszeit in die Privatwirtschaft oder qualifizieren sich zunächst weiter. Der Berufsförderungsdienst unterstützt sie bei der Eingliederung in das zivile Berufsleben zum Beispiel durch Beratung, der Ausrichtung von internen Bildungsmaßnahmen, der Durchführung von Jobmessen oder der Vermittlung und Finanzierung von externen Bildungsangeboten.
SaZ erhalten nach Ende ihrer Dienstzeit eine Übergangsbeihilfe als Einmalzahlung (§ 12 SVG) sowie Übergangsgebührnisse als monatliche Zahlung (§ 11 SVG) in Abhängigkeit von ihrer zurückgelegten Dienstzeit.
SaZ, die sich für eine Beschäftigung im (zivilen) öffentlichen Dienst interessieren und die sich grundsätzlich mindestens zwölf Jahre verpflichtet hatten, erhalten auf Antrag einen Eingliederungsschein oder einen Zulassungsschein (§ 9 SVG). Damit können sich SaZ auf für ehemalige Soldaten vorbehaltene Stellen im deutschen Öffentlichen Dienst bewerben und müssen nach Ausbildungsende übernommen werden. Die Inhaber eines Eingliederungsscheins oder Zulassungsscheins bewerben sich bei den Vormerkstellen des Bundes oder der Länder und sind von diesen nach Eignung und Neigung den Einstellungsbehörden zuzuweisen (§ 10 SVG). Inhaber des Eingliederungsscheins erhalten zehn Jahre lang die Differenz zwischen ihren jetzigen zivilen und ihren vorherigen militärischen Dienstbezügen, solange letztere höher waren, als Ausgleichsbezüge ausgezahlt (§ 11a SG).

## Schweizer Armee
In der Schweizer Armee heißt die entsprechende Wehrdienstform Zeitmilitär.

## Österreichisches Bundesheer
Im Österreichischen Bundesheer heißt der entsprechende Wehrdienst Zeitsoldat.
Wehrpflichtige, die den Grundwehrdienst vollständig geleistet haben, können auf Grund freiwilliger Meldung nach den jeweiligen militärischen Erfordernissen zum Wehrdienst als Zeitsoldat in der Gesamtdauer von höchstens sechs Monaten herangezogen werden. Eine weitere Heranziehung für insgesamt höchstens vier Monate ist nur aus zwingenden militärischen Interessen zulässig.

## NVA
In der NVA der DDR gab es die Zeitverpflichtungsformen Offizier auf Zeit (4 Jahre, Regeldienstgrad: Unterleutnant) und Soldat auf Zeit, diese Bezeichnung wurde Anfang der 1970er Jahre in Unteroffizier auf Zeit (3 Jahre, in der Volksmarine 4 Jahre, Regeldienstgrad Unteroffizier bzw. Maat) umgewandelt.